# Minenwerfer

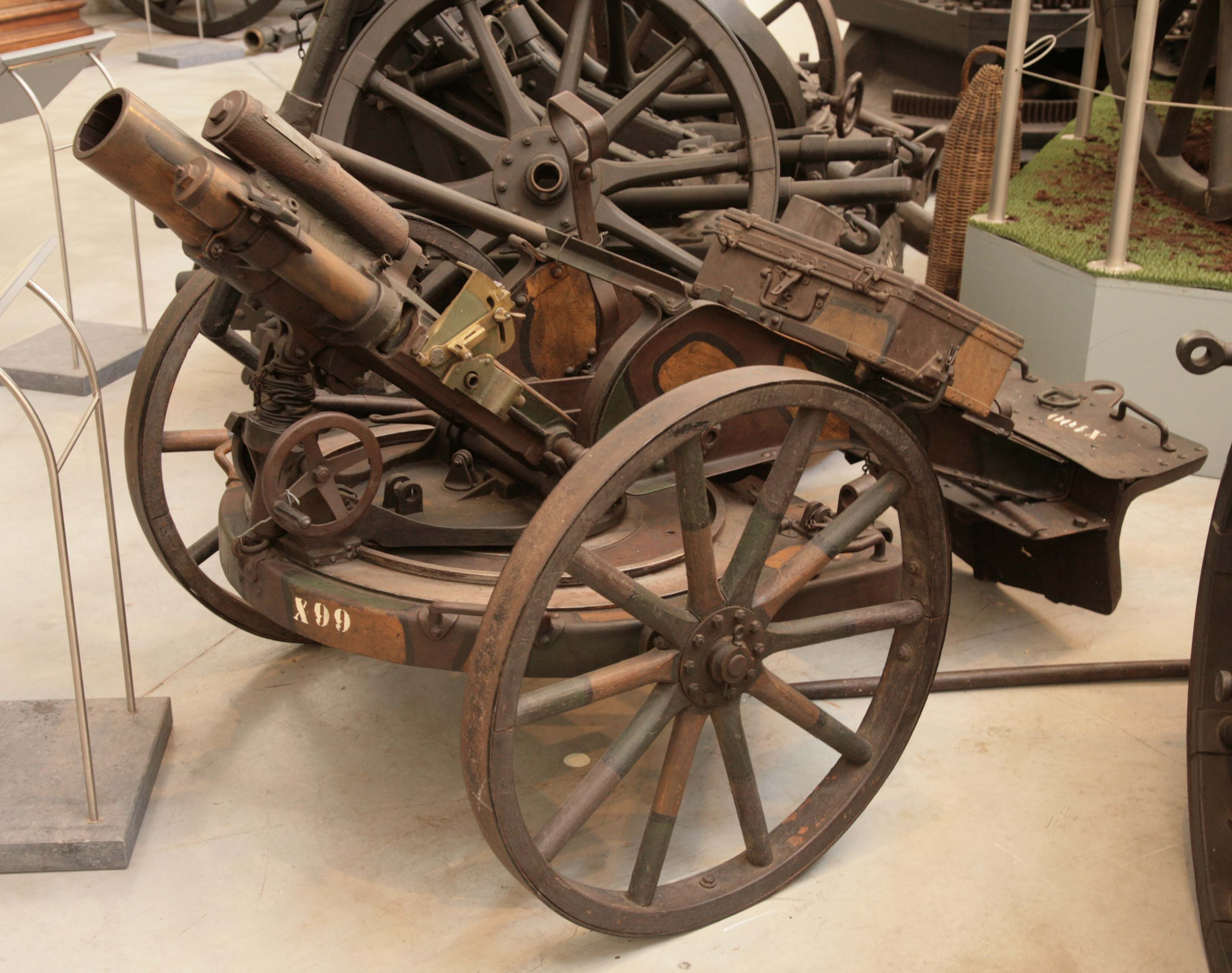
El Minenwerfer de 75,8 mm del Museo de historia militar de Bruselas.

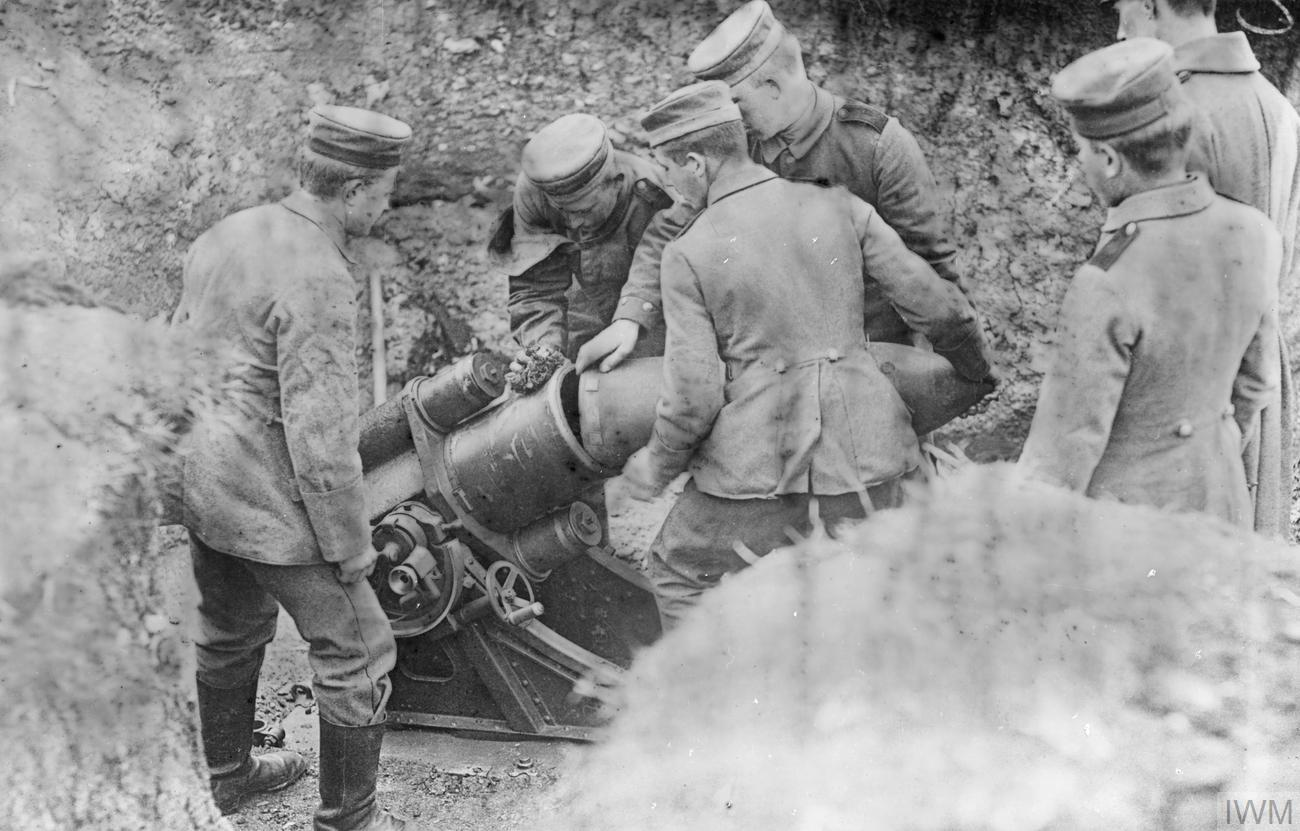
Soldados alemanes cargando un Minenwerfer de 250 mm, Primera Guerra Mundial.

Minenwerfer (lanzaminas, en alemán) es el nombre de una serie de morteros de corto alcance, que fueron ampliamente utilizados por el Ejército Imperial Alemán durante la Primera Guerra Mundial. Estas armas fueron diseñadas para que los ingenieros militares eliminen obstáculos tales como búnkeres y alambradas, que los cañones de largo alcance no eran capaces de impactar con precisión.

## Desarrollo
Los alemanes estudiaron el asedio de Port Arthur, donde la artillería pesada fue incapaz de destruir las estructuras defensivas como alambradas y búnkeres. El Ingenieurkomitee (Comité de ingenieros) militar alemán empezó a trabajar con la Rheinmetall para estudiar el problema en 1907. La solución que desarrollaron fue un mortero de avancarga con caña corta y ánima estriada, construido en tres calibres. El más grande entró en servicio en 1910 con la designación 25 cm schwerer Minenwerfer (lanzaminas pesado de 250 mm). Aunque solo pesaba 955 kg, tenía el mismo efecto sobre los objetivos como los morteros de 280 mm y 305 mm, que pesaban diez veces más. Al inicio de la Primera Guerra Mundial, se habían suministrado 44 unidades. Fueron empleados con éxito en Bélgica, en Lieja y Namur, así como contra la fortaleza francesa de Maubeuge.
El mortero medio, el 17 cm mittlerer Minenwerfer (lanzaminas medio de 170 mm), entró en servicio en 1913. Cuando empezó la guerra al año siguiente, se desplegaron 116 unidades.
El mortero ligero, el 7.58 cm leichter Minenwerfer (LMW; lanzaminas ligero de 75,8 mm) todavía estaba en la etapa de prototipo cuando empezó la guerra, pero entró rápidamente en producción. El arma era más eficaz que su contraparte artillera: el 7.7 cm FK 96 n/A debía ser remolcado por seis caballos, mientras que el LMW era remolcado por un solo caballo; además, el LMW podría ser reubicado en el campo de batalla por cuatro hombres. El minenwerfer era más barato, costando apenas la sétima parte de un mortero pesado y su munición.
Como la velocidad de boca y el retroceso de los minenwerfer eran bajos, las cargas explosivas de sus proyectiles eran explosivos que usualmente eran inadecuados para emplearse en artillería. En cualquier caso, el trinitrotolueno era reservado para los obuses de artillería. Usualmente, los explosivos empleados en los proyectiles de minenwerfer eran a base de nitrato de amonio y carbón. Sin embargo, su sensibilidad a veces los hacía detonar dentro de la caña. Ocurrieron muchos incidentes de este tipo, en uno de ellos perdiendo la vida Karl Völler, diseñador jefe de la Rheinmetall, en 1916. Sin embargo, estos problemas fueron finalmente superados.
Reconociendo las numerosas ventajas del minenwerfer en la guerra de trincheras, la producción se aceleró y para 1918, las cifras se incrementaron sustancialmente: 1.234 morteros pesados, 2.361 morteros medios y 12.329 morteros ligeros. También se desarrolló un 38 cm sehr schwerer Minenwerfer (ssMW; lanzaminas superpesado de 380 mm).